# Ornatomorpha
Ornatomorpha is een geslacht van Phasmatodea uit de familie Pseudophasmatidae. De wetenschappelijke naam van dit geslacht is voor het eerst geldig gepubliceerd in 2011 door Conle, Hennemann & Gutiérrez.

## Soorten
Het geslacht Ornatomorpha omvat de volgende soorten:
- Ornatomorpha laciniatum Conle, Hennemann & Gutiérrez, 2011
- Ornatomorpha risaralda Conle, Hennemann & Gutiérrez, 2011
- Ornatomorpha tuberculata Conle, Hennemann & Gutiérrez, 2011